# Daihatsu Taft
Pour les articles homonymes, voir Taft.
La Daihatsu Taft est un 4x4 à 4 vitesses produit par le constructeur automobile japonais Daihatsu de 1974 à 1984. Il a également existé dans une déclinaison découvrable dans certains pays sous l'appelation Daihatsu Wildcat et a été vendu par Toyota sous le nom de Toyota Blizzard.
Le véhicule a une ressemblance avec le Toyota Land Cruiser FJ40 des années 1960-1970 mais avec un gabarit bien plus modeste, proche d'un Suzuki Jimny.
L'origine de son nom est Tough Almighty Four-Wheel Touring Vehicle soit TAFT qu'on pourrait traduire par "Véhicule de tourisme familiale robuste à 4 roues motrices".
En 1984, il a été remplacé par le Daihatsu Rocky.
En 2020, le nom est réactivé pour le keijidōsha Daihatsu Taft (LA900).

## Motorisations
Au départ, dotée d'un moteur 4 cylindres essence de 958 cm3 de 57 ch (FT10) il voit arriver plus tard en 1976 le moteur 4 cylindres essence de 1587 cm3 de 65 ch (FT20). En 1978 le FT10 disparaît quand apparaît le moteur diesel de 2530 cm3 de 61 ch ; puis 74 ch en 82 (FT50 et plus tard F60), .
En 1982, une boite 5 vitesses apparaît sur certains modèles.